# Franz von Soxhlet

Um extractor Soxhlet.

Franz von Soxhlet ou Franz Ritter von Soxhlet (Brno, 12 de janeiro de 1848 — Munique, 5 de maio de 1926) foi um químico agrícola de etnia alemã. Dedicou-se ao estudo dos lacticínios, com destaque para os queijos e para os processos utilizados pela indústria queijeira, notabilizando-se pela invenção em 1879 do extractor Soxhlet, também conhecido apenas por "Soxhlet". Em 1886 propôs a aplicação da pasteurização à higienização e conservação do leite.

## Obras
- Herzfeld: Franz von Soxhlet †. In: Die Deutsche Zuckerindustrie Jg. 51, 1926, S. 501-502.
- Theodor Henkel: Franz von Soxhlet zum Gedächtnis. In: Süddeutsche Molkerei-Zeitung Jg. 46, 1926, S. 493-494 (m. Bild u. Schriftenverzeichnis).